# Psyke (græsk mytologi)
Psyke (græsk: ψυχή, psyche "sjæl", "sind") er i græsk mytologi personificeringen af menneskets sjæl. Psyke optræder også i romersk mytologi.
Psyke er født som et dødeligt menneske med en skønhed som Afrodites. Hun afbildes ofte som en sommerfugl eller med sommerfugle omkring sig.
Hun er beskrevet i romanen Det gyldne æsel af Apulejus fra Madaura fra det 2. århundrede. I romanen forelsker Eros (Amor) sig i hende.

## Mytologi
Psyke var den yngste datter af en græsk konge og dronning og havde to ældre smukke søstre. Psykes skønhed overgik sine søstres, og folk og præster sammenlignede hendes skønhed med Afrodites, den græske gudinde for kærlighed og skønhed.
Da Afrodites templer blev forladt, da folk begyndte at tilbede Psyke i stedet, blev Afrodite rasende over, at en dødelig blev tilbedt i stedet for hende. Som straf sendte hun sin søn Eros for at få ham til at få Psyke til at blive forelsket i en grim og afskyelig mand. Men i Eros blev i stedet forelsket i Psyke og besluttede at skåne hende for Afrodites vrede.
Begge Psykes søstre var misundelige på Psykes skønhed. De giftede sig med konger og forlod hjemmet, men ingen ville gifte sig med Psyke, mænd ville hellere beundre og tilbede hendes skønhed og hun var alene og ensom på grund af sin skønhed. I desperation besluttede Psykes far sig for at søge råd ved Pythia, der var orakel i Delfi.
Apollon, der talte gennem oraklet, fortalte kongen, at Psyke ville blive gift med et bæst, som selv guderne frygtede. Kongen skulle give hende ligklæder på og bringe hende til den højeste klippetop i kongeriget, hvor hun vil møde sin skæbne." Kongen vendte hjem med et tungt hjerte, men gjorde som oraklet havde sagt.
Psyke blev ført til klippetoppen, hvor hun ventede på bæstet, men bæstet kom ikke. I nogle fortællinger var Eros usynligt til stede. Zephyrus, guden for den milde vestenvind, bar hende fra klippen og bragte hende til Eros’ palads.
Da Eros kom til paladset, sagde han til Psyke i mørke, at hun ikke måtte forsøge at se ham, og at han ikke kunne fortælle hende sit navn, da det ville ødelægge det hele. Psykes førte uger i paladset var fyldt med glæde. Eros fortalte nu Psyke, at hendes søstre var på vej til klippetoppen for at sørge over Psyke, som de troede var død. Psyke adlød Eros forbud mod at gå ud til søstrene, men hun begyndte herefter at opfatte paladset som et fængsel og hendes ensomhed vendte tilbage.
Psyke græd i dagevis over ikke at kunne se søstrene, hvilket gjorde Eros ked af det. Han gav hende derfor lov til at se dem, men advarede hende om, at søstrene ville fortælle historier for at adskille hende fra ham. Psyke lovede at hun ikke ville lade sig påvirke. Da hun mødte søstrene forsøgte de at overtale hende til at prøve at se, hvorledes hendes mand så ud, da han måske forsøgte at narre hende. I nogle fortællinger skyldes søstrenes overtalelse deres jalousi.
Psyke lod sig overtale, og hun besluttede sig for at kigge på sin mand mens han sov. Hun listede ind i hans rum med en olielampe. Da hun kiggede på ham faldt en lille dråbe varm olie på Eros’ skulder, hvilket vækkede ham. Vred over Psykes bedrag tog Eros over til sin mor, Afrodite.
Afrodite fandt Psyke og gav hende fire opgaver. Den første opgave var at sortere en stor bunke korn. Ved hjælp af en hjælpsom myrekoloni løste hun opgaven. Den næste opgave var at samle uld fra et farligt får. Flodguden hjalp dog Psyke med at samle fårets uld fra buske. Den tredje opgave var at skaffe vand fra den græske underverden. Psyke fik hjælp af Zeus’ ørn, der skaffede vandet til hende. Den sidste opgave var den vanskeligste: Hun skulle bringe noget af Persefones skønhed til Afrodite. Persefone gav noget af sin skønhed til Psyke. Men da Psyke åbnede æsken som Persefone havde givet hende, opdagede hun, at den indeholdt døden. Psyke døde, men Eros (der havde tilgivet Psyke) vakte hende til live igen, og bragte hende til Olympen, hvor hun blev gjort til gudinde for sjælen.
Psyke fik med Eros datteren Hedone, gudinden for fysiske gælder.